# Eksjön (Grebo socken, Östergötland)
Eksjön är en sjö i Åtvidabergs kommun i Östergötland och ingår i Motala ströms huvudavrinningsområde.